# Marloffstein
Marloffstein är en kommun och ort i Landkreis Erlangen-Höchstadt i Regierungsbezirk Mittelfranken i förbundslandet Bayern i Tyskland.
Kommunen ingår i kommunalförbundet Uttenreuth tillsammans med kommunerna Buckenhof, Spardorf och Uttenreuth.